# Виленские мужские гимназии
Виленские мужские гимназии — средние образовательные учреждения Российской империи в Вильне.

## История гимназий
Гимназии — 1-я и 2-я — занимали главное здание упразднённого Виленского университета.
Первоначально, открытая в 1803 году 1-я мужская гимназия Александра I, в отличие от других гимназий Российской империи состояла из 6 классов и имела 6 (вместо 4-х) старших учителей: физических знаний, математики, нравственных наук, словесности и латинского языка, и — для первых двух классов — по одному учителю латинской и польской грамматики, основ арифметики, географии и нравоучения; кроме того было 4 младших учителя: рисования, российского, французского и немецкого языков. Затем был добавлен 7-й класс.
В 1861 году «Виленская гимназия, с параллельными классами — самая многолюдная в округе: в ней до 500 учащихся, православных между ними ничтожная горсть <…> Русских <преподавателей> было всего: законоучитель, двое учителей и один младший надзиратель за приходящими учениками …»
В 1880-е годы в 1-й Виленской гимназии обучалось около 600 учеников, из которых «дворян и детей чиновников» — около 80%; православных и католиков, — по 40 %, иудеев — 10%.
«Наибольшим многолюдством отличаются младшие классы гимназии, до IV включительно... Среднее число учащихся в каждом отделении названных классов – 51 человек, больше установленной нормы на 11 человек. В старших классах число учащихся постепенно понижается... Среднее число учеников в каждом из них 30 человек.
2-я гимназия первоначально занимала часть зданий на Доминиканской улице; в 1833 году она была переведена в здания бывшего монастыря августинцев; в 1838 году преобразована в Виленский дворянский институт. В 1868 году Виленская прогимназия была преобразована в новую, 2-ю реальную гимназию.
Гимназии находились рядом, через забор и имели общую домовую церковь во имя Святых Кирилла и Мефодия с иконами кисти академика И. П. Трутнева.

## 1-я гимназия

### Выпускники 1-й гимназии
- Абихт, Генрик (вып. 1852)
- Владимир Бенешевич (вып. 1893 с золотой медалью)
- Иван Вашкевич[4]
- Валерий Врублевский[уточнить] (вып. 1853)
- Константин Галковский (вып. 1894)[5]
- Александр Гершун (вып. 1886)
- Борис Гершун (вып. 1888 с серебряной медалью)
- Борис Гольдман (вып. 1894 с золотой медалью)
- Симонас Даукантас
- Зенкевич, Ромуальд Симонович (вып. 1826)
- Бальтазар Калиновский (вып. 1846 с серебряной медалью)
- Адам Киркор (вып. 1838)
- Николай, Алексей и Игнатий Крачковские (вып. 1891, 1894 — с серебряной медалью и 1901, соответственно)
- Кобецкий, Ромуальд Ильич (вып. 1848)
- Котович, Николай Иванович (вып. 1894)
- Кульвинский, Александр Иосифович (вып. 1906)
- Юзеф Пилсудский (вып. 1885)
- Арон Сольц
- Леонид Скипетров
- Б. А. Тураев
- Василий Шверубович (вып. 1894)
- Кулаковский, Платон Андреевич (вып. 1866 с золотой медалью)
- Эмерик Чапский (вып. 1846)
- Ян Черский
- Гдаль Ширвиндт (вып. 1881)[6]
- Янкель Юделевский (вып. 1886 с золотой медалью)
- Эдуард и Казимир Янчевские (вып. 1862; оба — с серебряными медалями)

В 1-й гимназии учились: Феликс Дзержинский, Юлиан Кулаковский, Цезарь Кюи, Василий Пруссаков, Евстафий Тышкевич.

### Директора и преподаватели 1-й гимназии
- Крассовский, Каетан Никодимович — директор (1823—1835)
- Устинов, Александр Васильевич[7] — директор (1836—1843)
- Виноградов, Андрей Ильич[8] — директор (1850—1857); преподавал русский язык и словесность.
- Бессонов, Пётр Алексеевич — директор (в 1865)
- Де-Пуле, Михаил Фёдорович — директор (с 1866)
- Балванович, Яков Александрович — директор (в 1879)
- Юницкий, Николай Иванович — география и история; директор (до 1894)[Комм 3]
- Яхонтов, Павел Иванович[9] — директор (с 1894)
- Климонтович, Николай Антонович — директор (1910—1917)

- Абламович, Игнатий Карлович — физика
- Боровский, Лев Севастьянович
- Грязнов, Василий Васильевич — рисование и чистописание
- Коханович Михаил Силуанович
- Кукольник, Нестор Васильевич — русский язык и словесность (1830)
- Кюи, Антон Леонардович — французский язык
- Лидль, Адальберт Францевич — немецкий язык (1827—1830)
- Мухин, Александр Михайлович
- Павлович, Мартин
- Пигулевский, Александр Фавстович — русский язык[10]
- Селивачёв, Алексей Фёдорович — русский язык и словесность (1913—1915)
- Талама, Дмитрий Михайлович — учитель латыни и древнегреческого языка
- Титлинов, Борис Васильевич
- Турцевич, Арсений Осипович — история
- Фок, Иван Осипович — старший учитель истории

## 2-я гимназия

### Выпускники 2-й гимназии
- Мстислав Добужинский (вып. 1895)
- Владимир и Николай Крестинские (вып. 1900 и 1901; Николай — с золотой медалью)
- Тарашкевич, Бронислав Адамович (вып. 1911)

Во 2-й гимназии в 1874—1879 годы учился Пётр Столыпин.
По косвенным данным, во 2-й гимназии учился Михаил Бахтин.
В 1912 году во 2-й гимназии экстерном сдал экзамены Иван Солоневич.. Также учился К. А. Фосс.

### Директора и преподаватели 2-й гимназии
- Грифцов, Василий Павлович — русский язык и словесность
- Карский, Евфимий Фёдорович (с 1885)
- Колесников, Иван Тимофеевич — чистописание и рисование (с 1878)
- Кизеветтер — директор в 1910-х годах

## Комментарии
1. ↑  Открытая в конце 1915 года, Литовская гимназия общества «Ритас», директором которой был Миколас Биржишка была частной. Уроки на литовском языке начались 18 октября в доме Пименовых (ул. Большая Погулянка, перекрёсток ул. Миндауго и Йоно Басанавичаус). 27 ноября 1918 года она была передена новым властям и с 1 декабря 1918 года Министерство Просвещения переименовав её в Первую вильнюсскую мужскую гимназию, разместило её в здание на ул. Мицкевича (здание Литовской академии музыки и театра). Позже стала называться гимназией им. Витовта Великого. Ещё была частная мужская еврейская гимназия П. Кагана, которая в 1914 году была эвакуирована в Екатеринослав, где именно её окончил Авраам Шлёнский.
2. ↑  4 апреля 1803 года Александр I подписал акт о том, что это подготовительное училище при «Главной школе Великого Княжества Литовского» (бывшая Виленская иезуитская академия) преобразовано в гимназию.
3. ↑  На его директорство пришлось посещение гимназии 4 сентября 1887 года обер-прокурора Святейшего Синода К. П. Победоносцев и празднование, 14 сентября 1888 года, 900-летия крещения русского народа (хотя торжества проходили 15 июля, но по случаю каникулярного времени в гимназиях оно было отложено до начала нового учебного года).